# كلاوديو ريبيرو (لاعب كرة قدم)
كلاوديو ريبيرو هو لاعب كرة قدم برتغالي في مركز الهجوم، ولد في 29 مايو 1995 في Aves (Santo Tirso) ‏ في البرتغال. لعب مع Vitória S.C. B ‏.

## وصلات خارجية
- كلاوديو ريبيرو (لاعب كرة قدم) على موقع قاعدة بيانات كرة القدم.إي يو (الإنجليزية)
- كلاوديو ريبيرو (لاعب كرة قدم) على موقع Soccerway.com (الإنجليزية)